# أدوبي بريلود
أدوبي بريلود (بالإنجليزية: Adobe Prelude)‏ هو تطبيق برمجي متوقف عن الاستخدام، تم تصميم أدوبي بريلود أيضًا للعمل بشكل وثيق مع أدوبي بريمير برو، وهو جزء من أدوبي كريتيف كلاود وهو موجه نحو تحرير الفيديو الاحترافي بمفرده أو مع مجموعة.

## التاريخ
أعلنت أدوبي عن إطلاق أدوبي بريلود في 7 مايو 2012.
في عام 2021، أعلنت أدوبي أنها ستتوقف عن دعم أدوبي بريلود.
تم إزالة التطيبق من موقع الويب لشركة أدوبي في 8 سبتمبر 2021. وسيستمر دعم المستخدمين الحاليين حتى 8 سبتمبر 2024.

## وظائف البرنامج المتقدمة[4][5]
يتم استخدام أدوبي بريلود لتمييز الوسائط وتسجيل البيانات وإنشاء البيانات الوصفية وتصديرها وإنشاء عمليات قطع أولية يمكن إرسالها إلى أدوبي بريمير برو.
يمكن للمستخدم إضافة علامة إلى إحدى الوسائط التي ستظهر على أدوبي بريمير برو أو إذا فتح مستخدم آخر تلك الوسائط باستخدام أدوبي بريلود.

### استيعاب اللقطات
يمكن لـ أدوبي بريلود استيعاب جميع أنواع الملفات، بمجرد استيعابها.

### تسجيل لقطات
يمكن لـ أدوبي بريلود تسجيل البيانات فقط باستخدام لوحة المفاتيح.

### اصنع قطع خشنة
أدوبي بريلود قادر على إنتاج Rough cut [الإنجليزية] عبارة عن مجموعة من المقاطع الفرعية التي ستحتوي على أي بيانات وصفية يغذيها المستخدم. يمكن أن تحتوي التخفيضات الأولية على بيانات وصفية مثل العلامات والتعليقات، وستبقى هذه البيانات الوصفية في هذه اللقطات.

### إمكانية الوصول إلى سير العمل
أدوبي بريلود هو نظام أساسي مفتوح قائم على XMP [الإنجليزية] يسمح بالتكامل المخصص في العديد من منصات تحرير الفيديو.